# Sân bay quốc tế Lokpriya Gopinath Bordoloi
Sân bay quốc tế Lokpriya Gopinath Bordoloi (IATA: GAU, ICAO: VEGT), cũng gọi là Sân bay quốc tế Guwahati, tên cũ là Sân bay Borjhar, là sân bay ở Guwahati, Assam, Ấn Độ. Sân bay này do Cục hàng không Ấn Độ quản lý. Đây cũng là căn cứ của Không quân Ấn Độ. Sân bay được đặt theo tên của Gopinath Bordoloi.
Sân bay này đang được nâng cấp để đáp ứng lưu lượng giao thông gia tăng, dự kiến hoàn thành nâng cấp năm 2009.

## Các hãng hàng không và các tuyến điểm

### Nội địa
- Air India (Imphal, Delhi, Kolkata)
- Air India Regional (Agartala, Aizwal, Bagdogra, Delhi, Dimapur, Imphal)
- Deccan (Bagdogra, Bengaluru, Delhi, Dibrugarh, Kolkata)
- IndiGo Airlines (Imphal, Delhi, Kolkata)
- Jet Airways (Agartala, Bagdodra, Delhi, Kolkata, Jorhat, Mumbai, Bengaluru)
- Jet Lite (Dibrugarh, Delhi, Kolkata, Bengaluru)
- Kingfisher Airlines (Agartala, Kolkata, Imphal, Hyderabad, Bengaluru, Mumbai)
- Pawan Hans (Shillong, Tura, Naharlagun (Itanagar))
- SpiceJet (Kolkata, Delhi)

### Quốc tế
- Air India (Bangkok-Suvarnabhumi, Singapore)